# Neudo Ribeiro Campos
Neudo Ribeiro Campos (Boa Vista, 1 de septiembre de 1946) es un político e ingeniero brasileño. Ha sido miembro de cinco partidos políticos: Partido de la Reconstrucción Nacional, de 1989 a 1993; Partido Laborista Brasileño (PTB), de 1994 a 1996; Partido Progresita Brasileño, de 1996 a 2000; Partido del Frente Liberal, de 2000 a 2003 y de nuevo el Partido Progesista desde 2003.
Su mayor logro en política es haber sido gobernador del estado de Roraima desde 1995 a 2002, ganando para ello las elecciones de 1994 y 1998. En las primeras elecciones, presentándose por el PTB, derrotó a Getulio Alberto de Souza Cruz, del PSDB, en la segunda vuelta, con el 58% de los votos. En las segundas elecciones, apoyado por una amplísima coalición (PPB, PST, PL, PGT, PSD, PAN, PTN, PSL y PDT), derrotó por solo diez mil votos a Maria Teresa Saez Surita Juca. Tras concluir su mandato como gobernador, dejó la política durante cuatro años, hasta que se presentó por el PP, y ganó un escaño en la Cámara de Diputados de Brasil por el estado de Roraima en 2006. Fue el candidato más votado del estado, superando los 16.000 votos.
| Predecesor: Ottomar Pinto | Gobernador de Roraima 1995 - 2002 | Sucesor: Francisco Flamarion Portela |